# Хамидие (крейсер)
«Хамидие́» (тур. Hamidiye, иногда, в литературе «Гамидие», в буквальном смысле означает «принадлежащее Хамиду») — бронепалубный крейсер военно-морских сил Османской империи и Турецкой республики. Участвовал в Балканских войнах и Первой мировой войне. В начале XX века был одним из немногих современных кораблей турецкого флота.
Первоначально носил название «Абдул-Хамид». В 1908 году после Младотурецкой революции и свержения султана Абдул-Хамида II был переименован в «Хамидие». В том же году участвовал в подавлении антитурецкого восстания на острове Самос. В 1911 году был с официальным визитом в Ялте, где тогда пребывал русский император Николай II. Во время итало-турецкой войны 1911—1912 годов использовался как быстроходный транспорт для доставки военного снаряжения арабским партизанским отрядам в Триполитании.

## Участие в Первой Балканской войне
Осенью 1912 года участвовал в блокаде и обстрелах побережья Болгарии. 22 октября уничтожил маяк у Эмины, 12 ноября вместе с броненосцем «Торгут Рейс» обстреливал позиции болгарских войск у Деркоса. В ночь с 20 на 21 ноября вблизи Варны был атакован четырьмя болгарскими миноносцами, которые первоначально принял за свои. Миноносец «Дерзкий» поразил «Хамидие» торпедой в носовую часть правого борта, что едва не привело к гибели крейсера. Однако крен удалось выправить благодаря контрзатоплению левобортных кормовых отсеков, были подкреплены внутренние перегородки, помпы пущены на полную мощность. Отстреливаясь от миноносцев, «Хамидие» повернул к Стамбулу и добрался до гавани, когда нос корабля уже скрылся под водой. Ремонтировался на казённой верфи в Золотом Роге
После ремонта «Хамидие» предпринял рейд, ставший наиболее известной акцией османского флота в Балканской войне. В ночь с 15 на 16 января 1913 г. крейсер вышел из Дарданелл и в полдень следующего дня подошёл к острову Сирос в центральной части Эгейского моря. Предполагалось, что это нападение отвлечёт часть греческого флота от Дарданелл. В бухте островного порта Эрмуполис стоял греческий вспомогательный крейсер «Македония». Чтобы не дать туркам повода к бомбардировке острова, командир «Македонии» приказал команде открыть кингстоны и покинуть корабль. Греческий вспомогательный крейсер сел на дно, но из-за мелководья остался большей частью над водой. «Хамидие» обстреливал «Македонию» в течение 10 минут (через 10 дней «Македония» была поднята силами экипажа, ушла своим ходом на ремонт, вновь стала пассажирским судном, прослужив в этом качестве до 1932 года). Во время обстрела часть снарядов, якобы из-за перелётов, поразили Эрмуполис, где была разрушена электростанция и станция телеграфа.
Нападение на Сирос вызвало беспокойство в Афинах. В Пирее из-за угрозы появления «Хамидие» спешно ставились береговые батареи. Однако турецкому крейсеру не удалось своим рейдом оттянуть греческие силы от Дарданелл, что определило поражение турецкой эскадры в битве при Лемносе.
Из Эгейского моря «Хамидие» направился в Бейрут, а затем в Порт-Саид, откуда через Суэцкий канал перешёл в Красное море, где в турецком порту Джидда прошёл текущий ремонт и загрузился углем. В феврале 1913 г. вернулся в Средиземное море, чтобы действовать на коммуникациях балканских союзников, однако операция была сорвана из-за нехватки угля. Не встретив на Мальте арендованный пароход с углем, «Хамидие» вернулся в турецкие порты Восточного Средиземноморья, где удалось достать немного угля и пополнить боекомплект. Затем турецкий крейсер отправился в Адриатическое море, где 8 марта обстрелял сербские позиции у Дураццо, вступив в артиллерийскую дуэль с береговыми батареями, а затем вблизи занятого греками порта Сан-Джованни-ди-Медуа потопил два транспорта и ещё два серьёзно повредил. В проливе Отранто «Хамидие» попытались перехватить 4 старые греческие парусно-паровые канонерки, однако лишь одной из них («Ахелоос») удалось сблизиться с турецким крейсером. В скоротечном бою «Хамидие» повредил «Ахелоосу» рулевой привод и заставил отступить в Дуррес.
Турецкому рейдеру постоянно не хватало угля, судовые механизмы и котлы нуждались в ремонте, «Хамидие» мог двигаться только тихим ходом. Тем не менее, в Османской империи вокруг действий «Хамидие» развернулась широкая пропагандистская кампания, а командир корабля капитан Рауф-бей стал национальным героем. С трудом получив уголь в Александрии, «Хамидие» в конце марта захватил южнее Крита греческий пароход с грузом кирпича. Пароход отправили с призовой командой в Анталию. Это, однако, была последняя удача турецкого рейдера. Узнав о появлении у Родоса отряда греческих кораблей, выделенных для преследования крейсера, Рауф-Бей в апреле вновь ушёл через Суэцкий канал в Джидду. На случай появления в Красном море греческих сил «Хамидие» предписывалось прорываться в нейтральный порт и интернироваться. Однако греческий отряд — броненосец береговой обороны «Псара» и четыре эсминца — патрулировали до конца войны у Порт-Саида, чтобы не допустить возвращения «Хамидие» в Средиземное море. С окончанием войны крейсер вернулся на родину и 7 сентября 1913 г. был торжественно встречен в Стамбуле. Все члены экипажа «Хамидие» были награждены выпущенной по этому случаю специальной медалью.

## Участие в Первой мировой войне

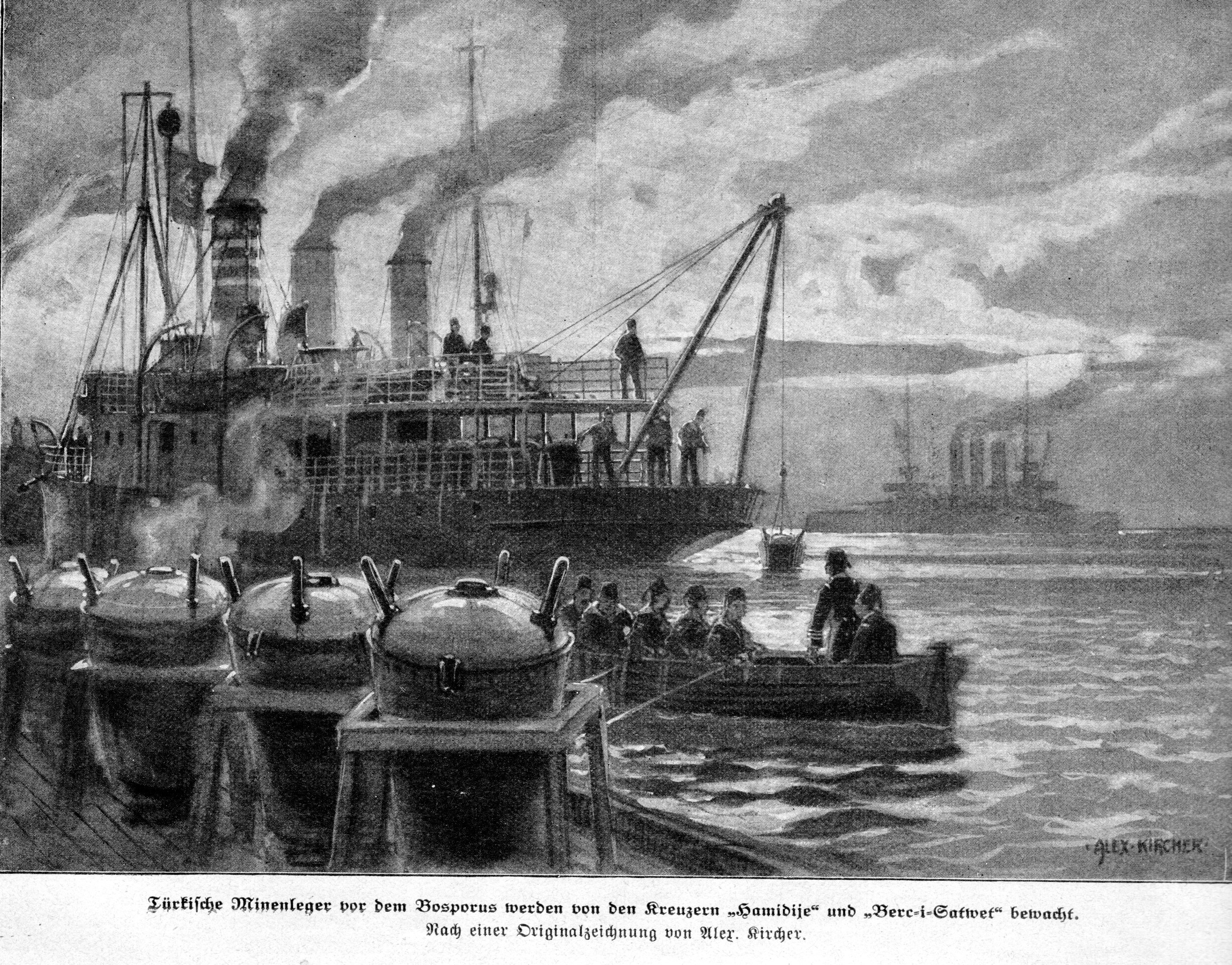
Türkische Minenleger vor dem Bosporus werden um 1915 von den Kreuzern HAMIDIJE und BERC-I-SATWET bewacht

29 окт. 1914 г., во время внезапного нападения германо-турецких сил на Чёрном море на русские порты, «Хамидие» подошёл к Феодосии. В 6 утра в порт были отправлены турецкий и немецкий офицеры, предложившие городским властям организовать эвакуацию мирного населения. В 9 утра «Хамидие» начал бомбардировку Феодосии, выпустив по городу 150 снарядов. После этого крейсер направился к Ялте, где потопил два небольших русских судна. До конца 1914 г. «Хамидие» ещё дважды обстреливал незащищенные российские порты — Туапсе 20 ноября и Батум 24 декабря.
В дальнейшем привлекался в основном для обеспечения турецких перевозок по Чёрному морю, охраняя транспорты, либо отвлекая от них русские корабли. 4 января 1915 г. западнее Синопа «Хамидие» натолкнулся на разведывательный отряд русской эскадры — гораздо более сильный крейсер «Память Меркурия» и 4 эсминца. «Хамидие» немедленно повернул на запад, отстреливаясь из кормового орудия по преследовавшим его русским кораблям. Турки получили одно попадание в корму, в свою очередь, один раз поразив русский эсминец «Дерзкий» (тезку прошлого болгарского обидчика). После трех часов погони противников разделила пелена дождя, и они потеряли друг друга. 6 января в районе Туапсе «Хамидие» и встретившийся с ним немецкий легкий крейсер «Бреслау» внезапно обнаружили перед собой в вечерних сумерках главные силы русского Черноморского флота — 5 броненосцев, 2 крейсера и 7 эсминцев. Турецкий и немецкий крейсера, сделав по русским несколько выстрелов, спешно разошлись в разные стороны, чтобы исчезнуть в ночной темноте.
У «Хамидие» единственным попаданием был сбит прожектор. Случайный снаряд с «Хамидие» повредил орудие главного калибра на русском флагманском броненосце «Евстафий». В конце января «Хамидие» вместе с «Бреслау» опять отправились в демонстрационный поход в восточную часть Чёрного моря, где утром 27 января у Хопы вновь натолкнулись на главные русские силы. На этот раз крейсера «Кагул» и «Память Меркурия» преследовали «Хамидие» с 8 до 16 часов, но так и не смогли выйти на дистанцию действенного огня. Погоня была прекращена с приближением темноты. После похода турецкий крейсер встал на ремонт, ему усилили бронепалубу и срезали верхние мостики.
1 апреле 1915 г. вместе с крейсером «Меджидие» и четырьмя эсминцами был послан для обстрела Одессы, но после подрыва на мине и потопления «Меджидие» вынужден был заниматься спасением его экипажа. 5 сентября того же года «Хамидие», прикрывавший проход в Стамбул трех угольных транспортов из Зонгулдака, имел бой с русскими эсминцами «Пронзительный» и «Быстрый». В ожесточенной артиллерийской перестрелке на дальней дистанции на турецком крейсере скоро вышли из строя оба 6-дюймовых орудия. «Хамидие», оставив транспорты, стал удаляться к Стамбулу. Возможно, «Хамидие» пытался оттянуть русские корабли за собой, под огонь идущего навстречу немецкого линейного крейсера «Гёбен». Однако русские эсминцы повернули к транспортам и уничтожили их. 20 октября 1915 г. у входа в Босфор «Хамидие» атаковала русская подводная лодка «Нерпа», но не добилась успеха.
В 1916 и 1917 гг. турецкий крейсер уже не выходил на операции из-за активизации русского Черноморского флота. Когда после революции он перестал быть боевой силой, 2 мая 1918 г. «Хамидие» вместе с немецким «Гёбеном» вошёл, как победитель, в Севастополь, оттуда — в Азовское море, чтобы поддержать немецкие войска, только что занявшие Таганрог. На обратном пути из Севастополя в Стамбул «Хамидие» вел на буксире возвращенный под турецкий флаг крейсер «Меджидие», который ранее был поднят русскими и после ремонта включен в состав своего флота как «Прут».
Осенью того же 1918 г. Первая мировая война закончилась поражением и гибелью Османской империи. В конце октября 1918 г. «Хамидие» был разоружен и сдан в Стамбуле англо-французским союзникам.

## Последующая служба
В 1922 г. возвращен Турции. В 1924 г. введен в строй первым из крупных турецких кораблей. В сентябре 1924 г. на «Хамидие» совершил плавание по Чёрному морю Кемаль Ататюрк, ознаменовав этим возрождение военно-морского флота Турецкой Республики. В 1925—1926 гг. прошёл капитальный ремонт и перевооружение: 2×150 мм, 8×76 мм , 2 ТАх450 мм .
С 1940 г. — учебный корабль (с 1945 — стационарный). В 1947 г. исключен из состава флота. В 1949—1951 гг. на «Хамидие», стоявшем в Стамбуле, действовал военно-морской музей. В 1964 г. продан на слом.